# Плоское (Волоконовский район)
Плоское — хутор в Волоконовском районе Белгородской области России. Входит в состав Репьевского сельского поселения.

## География
Хутор расположен в восточной части Белгородской области, в 11,9 км к северо-востоку от районного центра Волоконовки.

## История
В 1859 году — Бирюченского уезда «деревня казенная Плоская при ручье Каменке» «по правую сторону тракта на город Харьков» — 17 дворов.
В 1900 году — Бирюченского уезда Успенской волости «деревня Плоская вместе с деревней Репьевка» — 116 дворов, 1030 жителей (523 мужчины, 507 женщин), общий земельный надел 1401,4 десятины, общественное здание, 8 ветряных мельниц.
С июля 1928 года хутор Плоское — в Репьевском сельсовете Волоконовского района.

## Инфраструктура
В 1995 году на хуторе появилось фермерское хозяйство «Рассвет» (производство зерновых).

## Население
В 1859 году в деревне насчитывалось 196 жителей (92 мужчины, 104 женщины).
На 1 января 1932 года в Плоском — 680 хуторян.
По данным переписей населения на хуторе Плоском Покровского сельсовета Волоконовского района на 17 января 1979 года — 178 жителей, на 12 января 1989 года — 115 (48 мужчин, 67 женщин), на 1 января 1994 года — 121 жителей и 53 хозяйства.
В 1997 году в Плоском — 52 двора и 122 жителя; в 1999 году — 116 жителей, в 2001 году — 91 житель.
| 2002 | 2010 |
| ---- | ---- |
| 94   | ↘64  |